# Spéléologie
La spéléologie (du grec ancien σπήλαιον / spếlaion, « grotte » et λόγος / lógos, « discours, raison, parole ») est l'activité qui consiste à rechercher, repérer, explorer, étudier, cartographier ou visiter les cavités souterraines, naturelles, anthropiques ou artificielles, puis à partager ses connaissances. Celui qui pratique ainsi est appelé un spéléologue.
La spéléologie est donc une activité à multiples facettes : scientifique, sportive, technique, contemplative. Elle se pratique principalement dans les régions karstiques. Cependant les spéléologues s'intéressent aussi aux cavités tectoniques, volcaniques (tunnels de lave), glaciaires et anthropiques (carrières souterraines, habitat troglodytique, souterrains…), qui sont qualifiées de « pseudo-karstiques ».
La spéléologie se pratique également en milieu aquatique. Lorsqu'il est totalement immergé, le spéléologue est alors appelé « spéléoplongeur » ou « spéléonaute ».
Il n'est pas indispensable de pénétrer sous terre pour apporter une contribution utile à la spéléologie, dans ses aspects scientifiques, sportifs, techniques ou associatifs.
Pour des renseignements concernant la spéléologie en tant que sport, consulter techniques spéléologiques.

## Contexte francophone
Différemment de l'acception anglo-saxonne du mot « spéléogie » qui désigne des activités principalement scientifiques, alors que le côté sportif s'exprime par « caving », la spéléologie au sens francophone recouvre aussi bien les activités sportives, de loisir, voire de tourisme que les activités scientifiques et d'exploration.
Certains puristes, pratiquant essentiellement la prospection, la désobstruction et la spéléologie d'exploration, préfèrent employer le terme de « spéléiste », voire celui de « touriste », pour désigner les seuls adeptes du sport (« caving » ou « spelunking » en anglais), ou du loisir.
Le canyonisme relève de techniques et d'activités proches de la spéléologie. Les entraînements se pratiquent également dans des structures artificielles (parfois indoor) reconstituant le milieu.
Plus récemment, les visites à tendance sportive de cavités pas ou peu aménagées, organisées à but lucratif, sont désignées par les mots anglais « trekking » ou « safari », par analogie avec la randonnée ou la chasse ; on parle aussi de « via souterrata » par analogie aux parcours de via ferrata.
Enfin, depuis le milieu des années 2000, également sous l'influence anglo-saxonne, une activité de découverte ludique se développe au voisinage ou dans les entrées de grottes, dans le cadre du géocaching. Lorsque cette activité est pratiquée plus profondément dans les cavités souterraines, par des adeptes non formés à la spéléologie, elle entraîne alors un risque pour l'environnement souterrain et pour la sécurité des pratiquants.

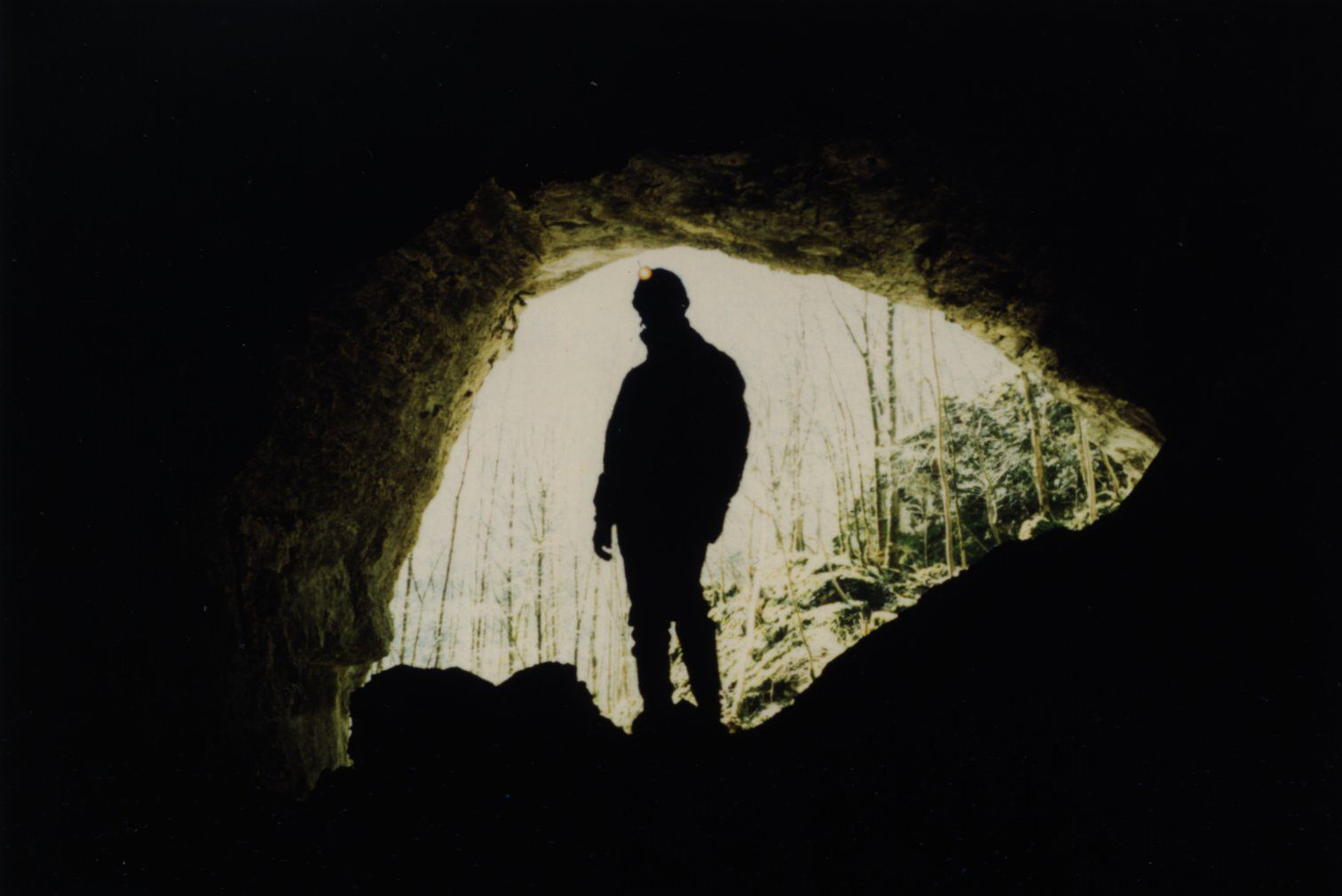
Spéléologue à l'entrée d'une grotte.

### En France
Le Comité directeur de la Fédération française de spéléologie a proposé, le 3 juin 2010, une définition partagée de la spéléologie qui débute par le résumé suivant :

« La spéléologie est une activité pluridisciplinaire à forte plus-value éducative ; elle allie à la fois des aspects scientifiques, environnementaux, sportifs et de loisirs.
Elle a pour objectif l’exploration du karst et des milieux souterrains, naturels, artificiels ou anthropiques afin de contribuer de manière active à l’étude, la connaissance et la conservation des terrains de pratique de la spéléologie, tout en tenant compte des éléments du patrimoine de surface. »

En outre, la Fédération française de spéléologie compte un nombre croissant d'adeptes de la descente de canyon.

## Naissance de la spéléologie

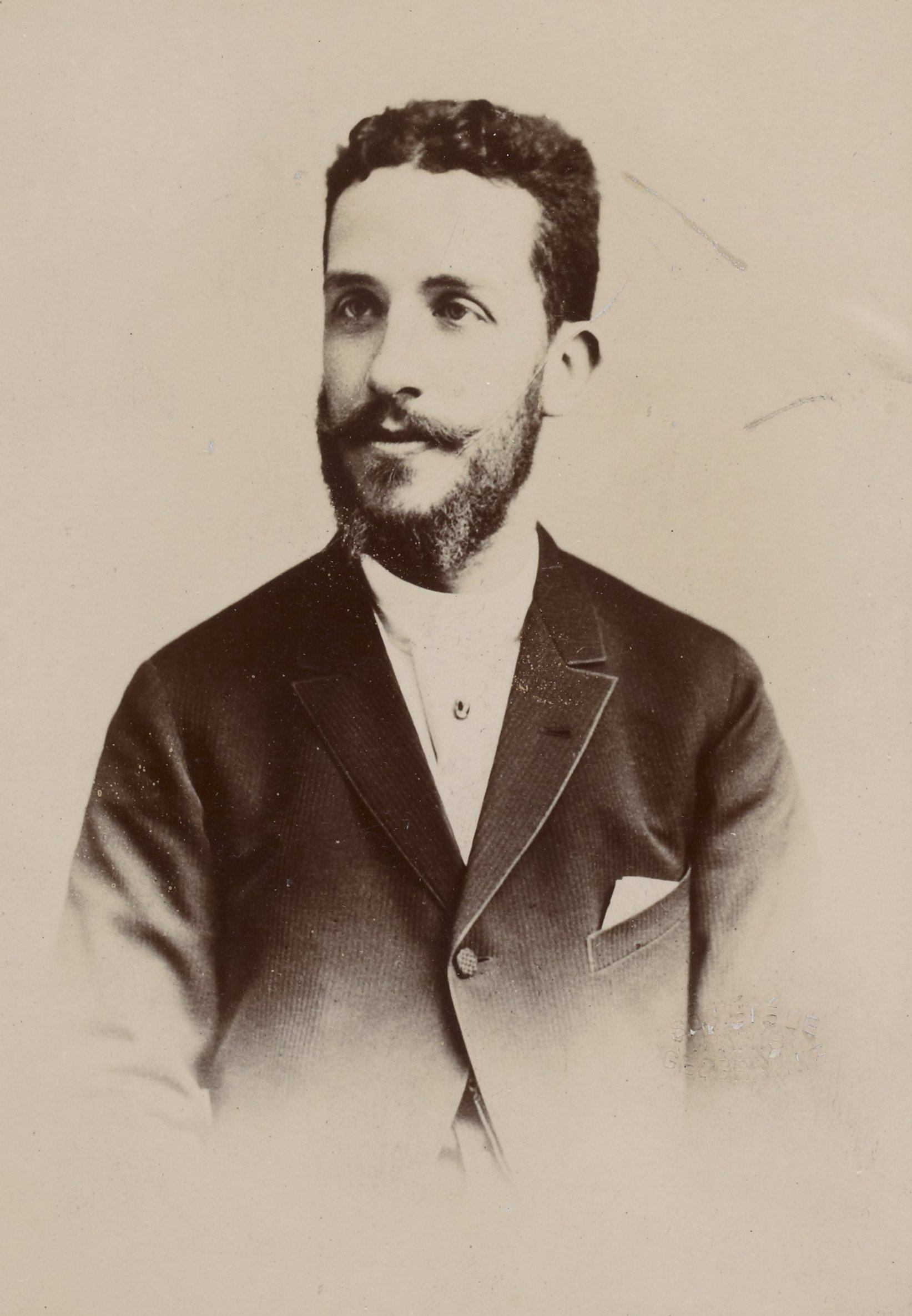
Édouard-Alfred Martel, l'un des fondateurs de la spéléologie moderne.

De tous temps, l'homme a fréquenté les cavernes pour trouver abri et protection, puis pour se rapprocher de ses dieux et croyances.
La fréquentation plus moderne des cavernes est issue des mythes, comme de la curiosité mêlée de la science issue du siècle des Lumières. Puis, les romantiques en font une mode ; plus tard encore, les aventuriers du XIXe siècle s'avisent du « conservatoire » privilégié que constitue la caverne.
La spéléologie est née à partir du moment où on a eu une approche raisonnée des cavernes. Une telle approche est liée au développement des sciences qui a suivi le Siècle des Lumières (XVIIIe siècle)[réf. nécessaire].
L’exploration méthodique des cavités va commencer dans la partie slovène de l’empire austro-hongrois. Arenstein et Freyer explorent les cavités de la Carniole à partir de 1778. En 1841, Lindner explore la Grotta gigante et atteint le fond de Trebiciano, ou Trebic (-322), après onze mois de travaux. Entre 1850 et 1857, Adolf Schmidl explore la grotte d'Adelsberg (grotte de Postojna) et les cavités avoisinantes. En 1853, il publie Zur Höhlenkunde des Karstes (Die Grötten und Höhlen von Adelsberg, Lueg, Planina und Laas), que Martel reconnaît être la première description remarquable d’une caverne. Ce livre en fait le fondateur de la spéléologie* moderne.
En 1850, Édouard-Alfred Martel commence sa prodigieuse carrière avec 1 500 explorations et 922 références de publication. Malgré certaines réserves sur les théories qu’il a émises, son œuvre en fait la grande référence en spéléologie. Robert de Joly, Norbert Casteret, Pierre Chevalier et d'autres seront ses continuateurs les plus connus en France (voir la partie historique de la Fédération française de spéléologie).
Le premier Institut de spéléologie au monde est créé en 1920 à Cluj (Roumanie) par le biologiste Émile Georges Racovitza.

## Conquête des gouffres
Le développement des techniques et des matériels est allé de pair avec l'exploration progressive de cavités de plus en plus complexes et profondes. Cette conquête de l'espace souterrain a été menée par les spéléologues de différents pays, œuvrant en parallèle ou ensemble dans le cadre de coopérations internationales. Il faut cependant mentionner la grande part des spéléologues français dans l'évolution des techniques d'exploration. On ne peut oublier Robert de Joly, Marbach et Dobrilla pour leurs publications à ce sujet.

### Conquête des gouffres majeurs dans le monde

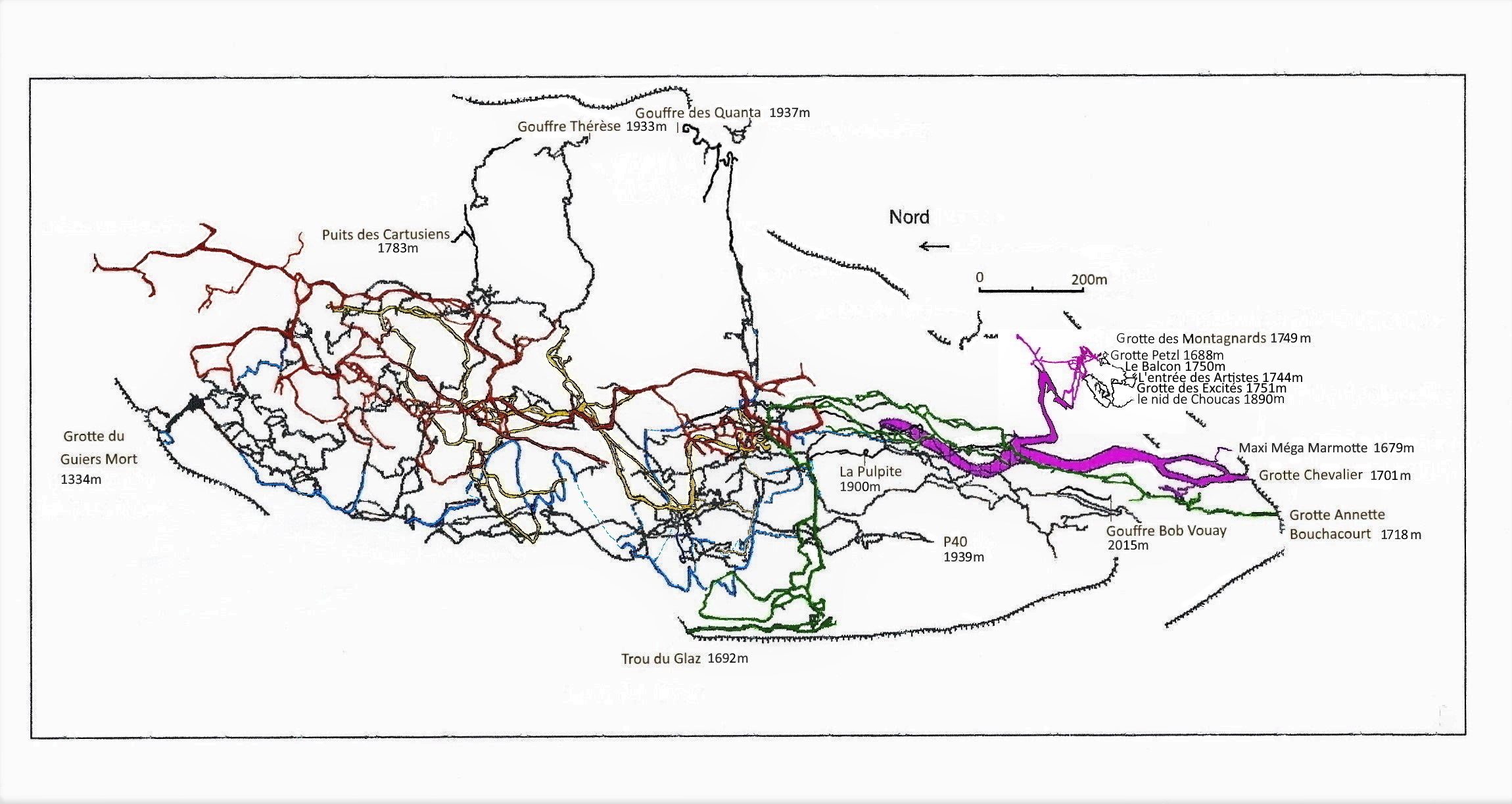
Plan schématique du réseau de la Dent de Crolles, plus profonde cavité mondiale de 1944 à 1947.
Les couleurs correspondent aux différents niveaux, le Guiers Mort étant le point 0 ; le bleu représente la rivière : niveau 0 à +100 m ; le jaune (le Métro) le niveau +100 à +140 m ; le rouge (le boulevard des Tritons) le niveau +140 à +200 m ; le vert (Glaz-Annette) le niveau +350 m.
Le dénivelé entre l'entrée la plus haute, le gouffre Bob Vouay (2015 m), et la grotte du Guiers Mort est de 681 mètres.

#### Historique des records de profondeur
Les premiers grands gouffres connus furent explorés dans l'empire austro-hongrois : Macocha (-138) et Trebic (-322), devenu Trebiciano. De grandes explorations furent conduites aussi en Suisse et en Autriche.
L'Italie détint ensuite le record avec l'Antro di Corchia (-480), avant que la France ne commence une longue domination en 1944 avec le gouffre de la Dent de Crolles (512 m de dénivellation). Le record mondial de profondeur atteinte dans une cavité naturelle est resté en France jusqu'en 2003, avec le gouffre Berger, le gouffre de la Pierre-Saint-Martin, le gouffre Jean-Bernard, le gouffre Mirolda.
Depuis 2004 cependant, les plus grandes profondeurs atteintes par des spéléologues en cavité naturelle se situent dans deux gouffres d'Abkhazie, province occidentale sécessionniste de la Géorgie. Dans ces cavités remarquables du Caucase occidental, la profondeur mythique de −2 000 m a  été atteinte et même dépassée par des équipes internationales de spéléologues, notamment des Russes et des Ukrainiens.
De 2001 à 2018, les explorations se sont succédé dans le gouffre Krubera-Voronja, malgré les difficultés physiques et politiques rencontrées ; elles ont donné lieu à la série de records suivants :
- en janvier 2001, la cote de −1 701 m est atteinte au fond d'un puits s'ouvrant dans la Chamber of Soviet Speleologis (en français : salle des spéléologues soviétiques) ;
- en août 2004, les cotes de −1 785 m puis −1 840 m sont atteintes dans la même cavité, beaucoup plus loin dans deux siphons suspendus des branches sud-ouest puis sud-est du réseau ;
- en octobre 2004, la profondeur atteinte à l'extrême sud-est du réseau, dans la salle Gra Skinchylas (en anglais : Game over, en français Fin du jeu), était de −2 080 m, dépassant pour la première fois la barrière mythique des −2 000 m ;
- en septembre 2006, la profondeur passait à −2 156 m, en siphon, dans la branche s'orientant plein nord depuis les Vikna Series ;
- en août-septembre 2007, plus loin dans le même siphon, un nouveau record est atteint à −2 191 m ; parmi les 50 spéléologues de l'expédition, pour la plupart ukrainiens, les trois hommes qui ont atteint le dernier palier furent l'Ukrainien et chef de l'opération Yuri Kasyan, assisté de Gennadij Samokhin de Simferopol et de Yuri Evdokimov de Moscou.
- en août 2012, la profondeur de −2 196 m[7] ou −2 197 m[8] est atteinte dans le gouffre de Krubera-Voronya, et des collemboles Plutomurus ortobalaganensis sont découverts à près de 2 000 m de profondeur[9].

À partir de 2017, les efforts se portent sur une cavité voisine nommée gouffre Veryovkina (russe : Пещера Верёвкина, géorgien : ვერიოვკინის მღვიმე) :
- une expédition du 30 juillet au 3 septembre 2017 organisée par les clubs russes Perovsky Club teams et Perovo-spéléo a atteint la profondeur de 2 204 mètres dans ce gouffre Aleksandra Verovkina (ou Verevkina Cave en anglais), située également en Abkhazie sur le massif d'Arabika[10] ;
- une expédition avec sondage du siphon terminal à 8,5 mètres en mars 2018 a amené la profondeur de cette même cavité au nouveau record de 2 212 mètres[11],[12].

#### Listes de cavités majeures
Plus généralement, la liste des cavités remarquables par leurs dimensions s'accroît d'année en année, au fil des explorations.
Certaines parties verticales de cavités naturelles, appelées « puits » dans le jargon spéléologique, peuvent atteindre des profondeurs de plusieurs centaines de mètres.
De grandes profondeurs sont également atteintes en zones noyées, appelées siphons.
Enfin, les cavités dans la glace (moulins) et les cavités pseudokarstiques (dans le gypse, le basalte, etc.) sont aussi explorées par les spéléologues.

## Spéléologie et société
Aujourd'hui la spéléologie se pratique également comme un loisir de nature, démocratisé, où certaines cavités deviennent des « classiques », topographiées par les spéléologues mais visitées aussi bien par les spéléologues que par des centres de vacances, des familles ou des professionnels de l'industrie du loisir avec leurs clients.
À côté de cette pratique touristique et de loisir, le spéléologue est porteur d'une éthique, formulée notamment par la Fédération française de spéléologie (FFS) et par l'Union internationale de spéléologie (UIS). Il contribue ainsi à la connaissance et à la protection du patrimoine souterrain. Il devient alors un véritable acteur concret du développement durable.
En plus des valeurs éthiques qu'elle véhicule, la spéléologie tend à s'imposer de manière croissante dans le monde scientifique. Outre le complément indispensable qu'elle apporte à la géologie, la karstologie, l'hydrologie, l'archéologie, la paléontologie, la mécanique des roches, etc. La spéléologie s'intéresse au monde souterrain dans des domaines scientifiques parfois originaux : on peut citer pour exemple les études d'acclimatation humaine « hors du temps » nécessaires à l'approche des vols spatiaux de longue durée ; ou encore la paléodatation à l'aide des stalactites, plus précise et plus complète que la datation par carottes de glace. La spéléologie implique aussi une pratique de la topographie, de la biologie, de la météorologie, etc. sous des formes adaptées au milieu souterrain.
Les contributions de la spéléologie aux disciplines scientifiques précitées peuvent se résumer ainsi :

### Archéologie
Le spéléologue doit parfois se transformer en archéologue amateur. Les cavités sont en effet des lieux privilégiés pour recueillir des informations indispensables à la connaissance de l'homme ancien, ou autres vestiges du vivant (archéobotanique). Le spéléologue est donc investi de responsabilités précises et délicates.
Même en l'absence de présence stable et durable des anciens hommes dans les grottes, les cavités ont souvent fonctionné comme des pièges naturels et conservent ainsi de nombreux restes d'animaux, d'humains, ou de végétaux (pollens, graines…).
L'importance considérable des cavités naturelles pour l'étude des restes fossiles de vie ancienne (paléontologie) découle de quatre facteurs principaux :
- elles concentrent les restes par effet d'attrait (piège, abri) ;
- elles conservent les restes par effet d'ensevelissement ;
- elles conservent la chronologie des êtres et événements, par effet d'empilement ;
- elles conservent les repères par effet de protection contre les intempéries.

Les cavités sont donc des sites de détermination aisée, exactement localisés et circonscrits dans l'espace. Par conséquent leurs dépôts sont favorables à la possibilité de découverte et d'étude.
L'homme ancien utilisa rarement les zones profondes des cavités, ou seulement pour des raisons rituelles. Il choisissait généralement comme implantation stable la zone d'entrée ou vestibulaire, naturellement plus lumineuse et sèche. De telles zones pouvaient en outre être adaptées et réglées thermiquement au moyen de structures de peaux tendues sur des poteaux ou équivalent.
La présence d'objets manufacturés dans les zones internes sera sans doute plutôt due au transport de ces objets par les eaux agissant sur des dépôts archéologiques extérieurs.
Dans quelques cas exceptionnels seulement, les cavités peuvent se révéler intéressantes pour ce qu'elles révèlent sur leurs parois. Le spéléologue archéologue doit donc s'habituer à considérer les cavités comme des dépôts de remplissage riches en vestiges. Ces dépôts dans les cavités doivent être explorés avec précaution, dans le cadre de programmes précis et durables. Cela est encore plus vrai si un potentiel archéologique est soupçonné.
Toute intervention dans un dépôt en cavité doit suivre des modalités strictes de fouille sous égide scientifique. En effet, la caractéristique la plus originale des fouilles est qu'elles constituent une méthode hautement destructive.
De telles fouilles doivent donc produire la plus grande quantité d'informations valides et donner lieu à une documentation rationnelle et permanente.
Il faut garder présent à l'esprit que toute destruction de gisement représente une perte irrémédiable, et sera également puni par la loi.
En France, toute découverte archéologique doit être déclarée au Service régional de l'archéologie (préfecture de région).

### Biospéologie
La biospéologie est l'étude de la faune cavernicole, qu'elle soit ponctuelle ou pérenne. Le spéléologue étant le seul à pouvoir pénétrer dans le milieu souterrain, il se fait alors observateur de la vie souterraine et apporte son concours à des scientifiques en effectuant des prélèvements de biotes, des relevés de températures, en décrivant les milieux de vie, etc. Les apports des spéléologues permettent notamment de faire progresser les connaissances sur l'adaptation de la vie à des milieux hostiles (obscurité, humidité, froid, etc.).

### Hydrogéologie

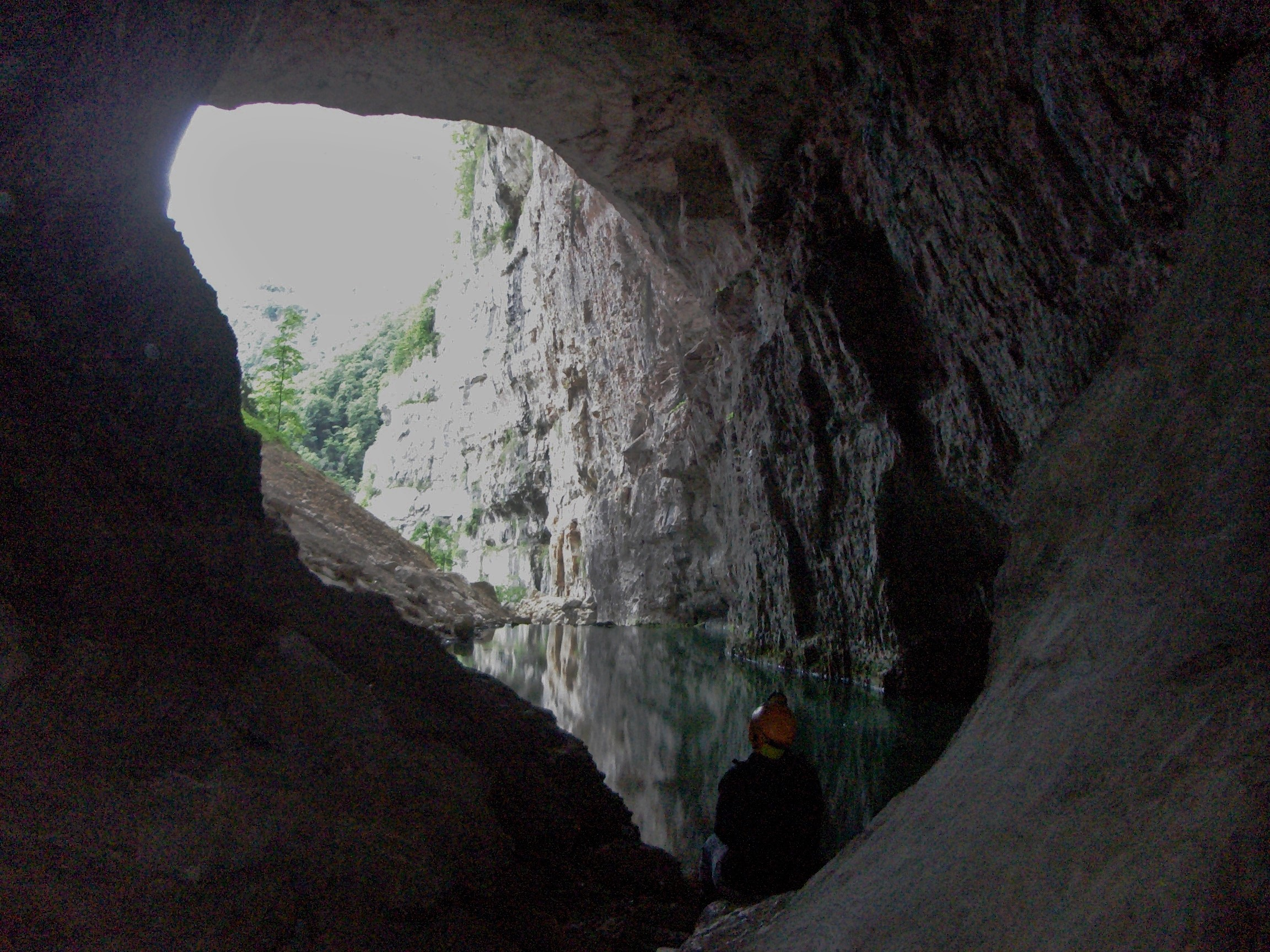
La grotte de Bournillon, l'un des phénomènes hydrologiques majeurs du massif du Vercors.

L'hydrogéologie est l'étude des eaux souterraines, considérées dans leur action de circulation et de distribution dans le sol et les roches, et dans leurs rapports avec les structures géologiques et les eaux de surface. En milieu karstique, la circulation des eaux est très différente de celle observée dans les autres milieux; elle mérite une étude particulière.
Le spéléologue qui observe directement des phénomènes généralement peu accessibles est le collaborateur indispensable de l'hydrogéologue. Même le spéléologue « du dimanche », parfois qualifié de touriste, peut apporter une contribution importante par les observations inédites de circulation des eaux qu'il pourra rapporter. Il suffit pour cela de connaître quelques concepts de base, de s'intéresser au milieu et de s'armer de patience.
On n'insistera jamais assez sur la valeur d'une donnée géologique ou hydrogéologique, même approximative (pourvu qu'elle soit correctement relevée), recueillie lors d'une sortie spéléologique : il faut se souvenir que la même donnée, tirée d'un sondage mécanique à plusieurs centaines de mètres de profondeur, coûterait beaucoup plus cher.
Le spéléologue, qu'il soit sportif ou touriste, n'a pas besoin de se transformer en scientifique de haut niveau. Il a simplement le devoir de transmettre ses observations aux scientifiques n'ayant pas la possibilité d'entrer et de descendre sous terre.
Les eaux qui intéressent l'hydrogéologie en milieu calcaire peuvent avoir trois types de provenance distincts, dont les conséquences sur le développement du karst sont bien différentes.
Elles peuvent provenir :
- de cours d'eau extérieurs à la zone karstique,
- de précipitations météorologiques,
- de condensation.

Le parcours des eaux souterraines est généralement tortueux et conditionné essentiellement par la fracturation du massif calcaire, par sa lithologie et par l'inclinaison des couches de terrain.
Compte tenu de leurs origines, les cours d'eau souterrains peuvent subir des crues soudaines et importantes, parfois différées par rapport aux précipitations initiatrices, tombées sur des versants quelquefois différents et éloignés de l'entrée des cavités.
De façon générale, la ligne de partage des eaux superficielles coïncide rarement avec celle des eaux souterraines. Il est donc important de préciser les limites souterraines de circulation des eaux.
Les sources karstiques sont caractérisées par une grande variabilité des débits, avec des crues impétueuses qui alternent avec des périodes d'étiage marqué voire de tarissement.
L'étude de l'hydrogramme de crue met en évidence la saturation progressive des fissures de la roche : c'est la phase de concentration. Dans un second temps, l'eau envahit les conduits : c'est la phase de paroxysme qui dure jusqu'à cessation de l'alimentation principale. Vient ensuite une lente décrue qui correspond à la vidange des conduits majeurs puis des fissures.

### Karstologie

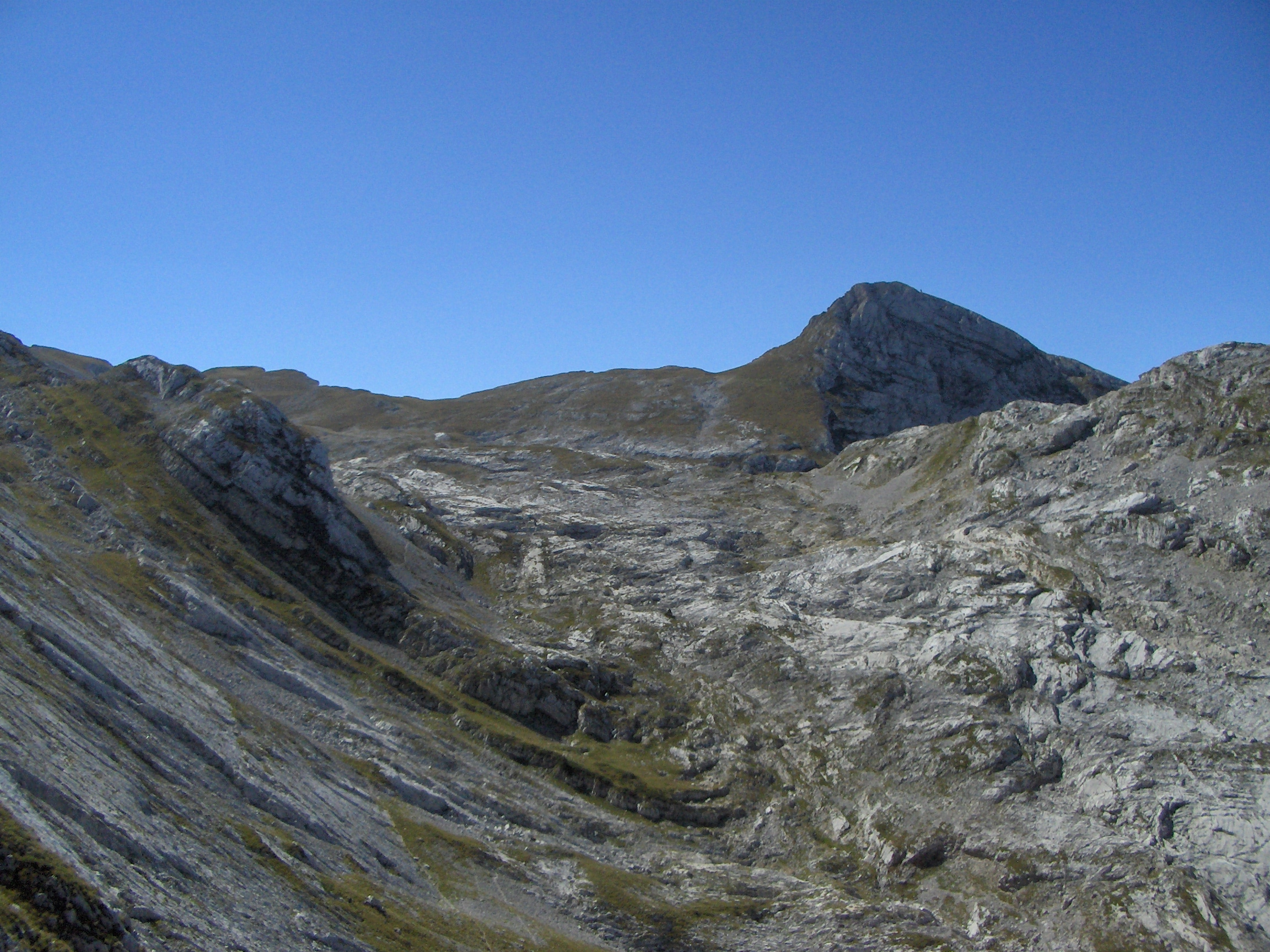
Un karst de haute montagne : le Clot d'Aspres.

La karstologie est une discipline scientifique à part entière dont l'objet d'étude se concentre sur les phénomènes associés aux terrains calcaires.
Les spéléologues apportent des résultats d'observations faites à la surface et au cœur même des massifs karstiques.
La contribution de la spéléologie à la karstologie est très importante : l'observation et les mesures faites sur les paramètres physico-chimiques de la cavité encaissante, ainsi que de l'air et de l'eau qu'elle contient, permettent de préciser le fonctionnement actuel du karst. L'examen des spéléothèmes et de la morphologie générale des conduits permet d'échafauder des hypothèses sur la genèse et les évolutions passées de la cavité.
Inversement, la karstologie appliquée à un massif et à un ensemble de cavités voisines permettra de mieux comprendre l'histoire et la logique spatiale d'une nouvelle cavité en cours d'exploration sur le même massif, ou au voisinage de cavités précédemment étudiées ou de même nature.

### Météorologie hypogée

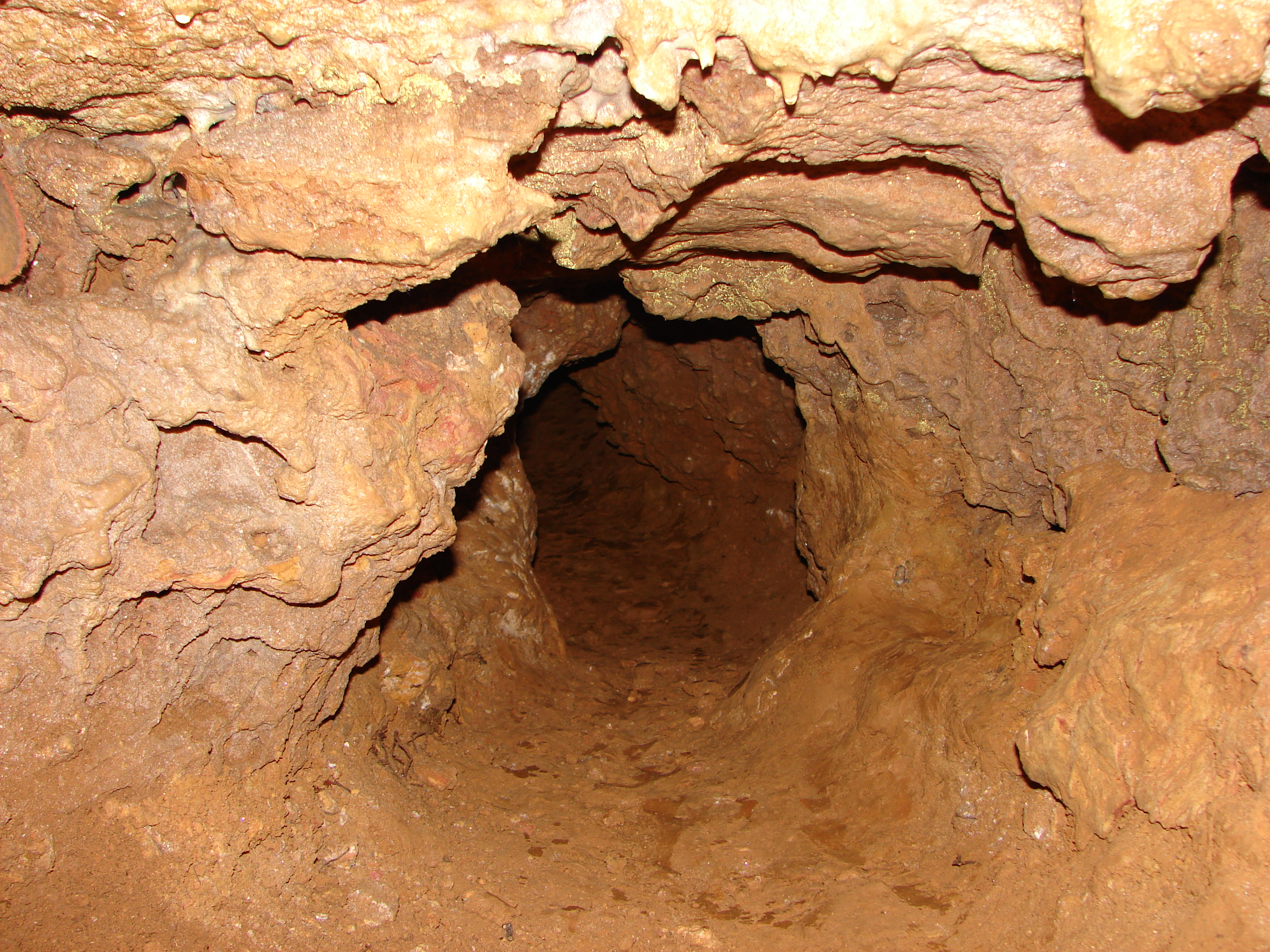
Vue d'un boyau géologique pouvant conduire à une cavité. La présence d'un courant d'air entrant ou sortant est le principal indice pour un spéléologue.

La météorologie hypogée est l'étude du climat des cavités souterraines et de tous les phénomènes qui le déterminent.
Bien que l'environnement étudié soit limité en volume, l'étude du climat hypogée est difficile à cause des faibles intervalles de variation des paramètres à étudier. Par exemple, alors que la température extérieure d'un lieu varie de plusieurs degrés voire dizaines de degrés, celle d'une cavité ne fluctue souvent que de quelques dixièmes de degrés dans le même intervalle de temps. Les mesures doivent donc être effectuées avec une grande précision, en prenant garde aux influences parasites. Ces considérations restent valides pour d'autres paramètres tels que pression, humidité, mouvements d'air, etc.
Le but des recherches météorologiques hypogées est double :
- approfondir la connaissance de l'environnement souterrain connu,
- découvrir des parties encore inconnues ou impossibles à atteindre.

Les premières informations concernent surtout le biologiste qui s'intéresse aux conditions de la vie souterraine.
Les secondes informations intéressent le spéléologue, qui espère en savoir plus sur les parties inconnues de la cavité.
En effet, les mouvements d'air permettent de déceler la présence de volumes importants non encore pénétrés.
De même des variations de température en cours de progression permettent de déceler la présence d'embranchements.

#### Température
La mesure de température se fait aujourd'hui à l'aide de thermomètres numériques, affichant le dixième de degré, précis et peu encombrants[réf. nécessaire].

### Paléontologie

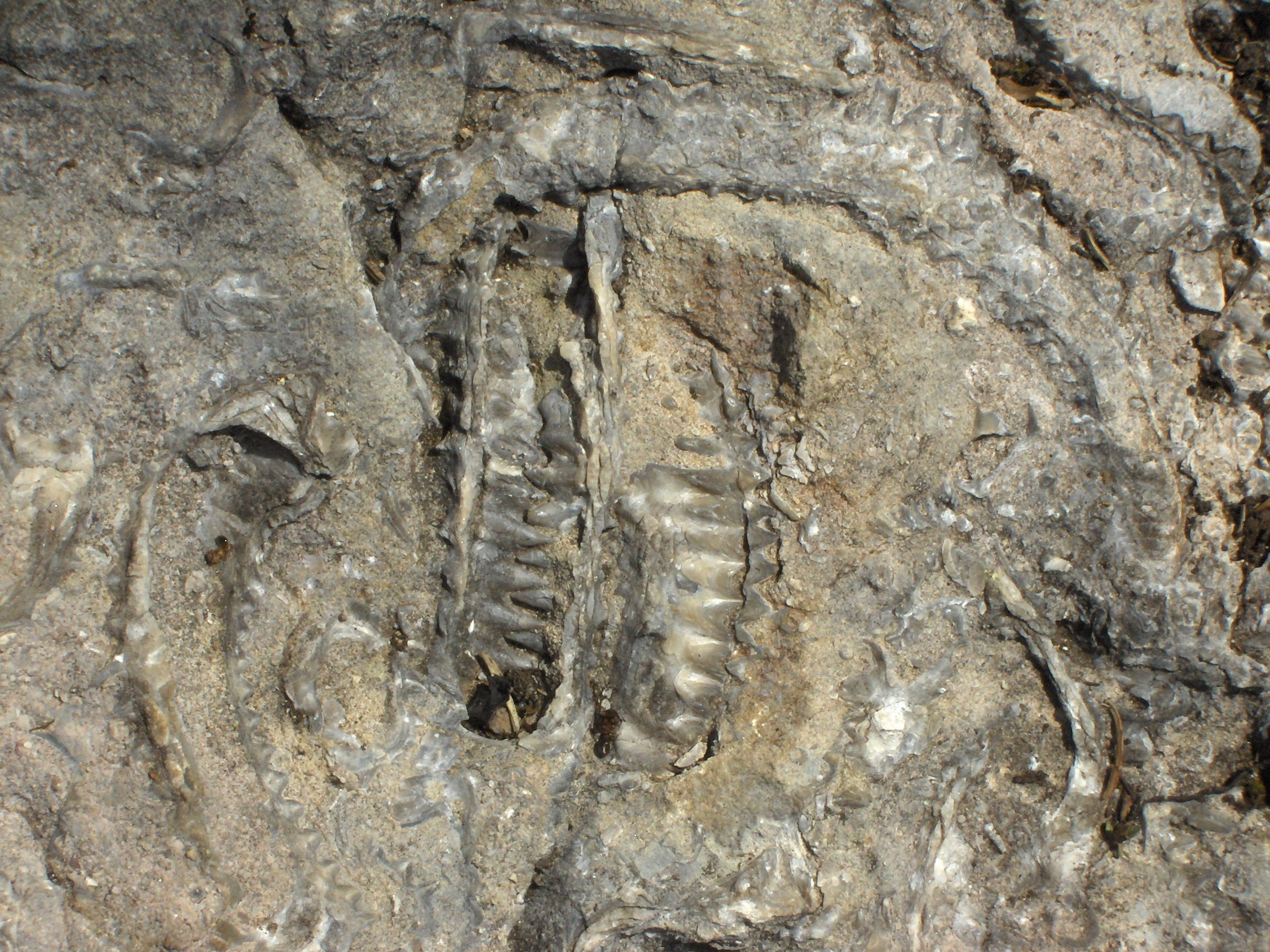
Lopha sp. (huître) fossile.

Les roches qui intéressent tout particulièrement le spéléologue sont des roches sédimentaires ; ce sont en particulier les roches carbonatées. Dans une grande majorité des cas, ces roches ont une origine organique : ce sont des détritus de coquilles et autres parties d'animaux ou végétaux marins, accumulées au fond d'anciennes mers, plus rarement d'anciens lacs, aujourd'hui disparus.
Ces roches calcaires constituent des masses qui présentent une importance et une étendue très supérieures aux roches carbonatées d'origine chimique. Elles sont repérables, même pour le profane, par l'évidence et la régularité de leurs stratifications.
L'état de conservation des restes d'organismes ayant contribué à leur formation est très variable. On appelle roches fossilifères celles qui présentent des restes, nettement reconnaissables à l'œil nu, d'animaux ou de plantes fossiles. Très fréquemment, avec l'aide d'un microscope, on peut aussi repérer de très petits fossiles dans les calcaires où aucune structure organique ne se remarque à l'œil nu.
D'autres fois encore, des phénomènes chimiques ou mécaniques ont fait disparaître plus ou moins complètement les traces de la structure organique primitive ; on parle alors de processus de diagenèse, de dissolution et de recristallisation partielle, produits pendant ou peu après le dépôt du matériel sédimentaire. Cette transformation peut être très poussée et aboutir à une complète recristallisation, jusqu'à transformer toute la roche en une masse cristalline.
Pendant le parcours d'une cavité souterraine, il arrive souvent de trouver, enchâssés dans les parois, des restes de coquilles de gastéropodes, de bivalves ou autres fossiles marins ou lacustres.

### Topographie hypogée
Une cavité n'existe réellement que lorsque ses caractéristiques sont décrites et lorsque ses formes et reliefs sont représentés par des plans. Sauf cas particuliers, l'ensemble de ces informations doit être publié pour assurer un partage constructif des connaissances, en vue de la poursuite des explorations de la cavité ou du massif.
Pour assurer une représentation graphique fidèle et utile aux explorations et études suivantes, il est nécessaire de réaliser une topographie de la cavité.
Cette topographie est effectuée progressivement, en deux phases principales :
1. Le relevé (ou levé) : c'est le recueil de données caractérisant la position et la forme des différentes parties de la cavité
2. Le report : c'est le calcul et la restitution graphique des formes correspondantes sur un support adapté (papier, écran, etc.) qui constituera le plan proprement dit.

Les échelles de représentation utilisées sont variables (généralement de 1 / 100 pour les petites cavités à 1 / 1 000 voire plus faible pour les plus grandes cavités) selon l'extension de la cavité.
Avec les méthodes modernes de calcul du report par ordinateur, ce facteur d'échelle peut être facilement ajusté.
Dans le cas d'un report manuel, il faut bien choisir ce facteur a priori, sous peine de devoir recommencer une grande partie des calculs et du dessin en cours de travail.
Outre l'échelle utilisée, il faut également mentionner sur le dessin :
- la position du pôle Nord magnétique,
- la date du relevé (et non celle du report) nécessaire pour tenir compte de la déclinaison magnétique,
- le nom de la commune et du lieu-dit où se trouve l'entrée de la cavité,
- le nom des auteurs (levé et report) de la topographie,
- les coordonnées et l'altitude de l'entrée,
- une indication du niveau de précision du relevé.

D'autres informations pertinentes (géologiques, climatiques, biologiques, etc.) peuvent être ajoutées sur le dessin, si elles n'alourdissent pas trop la représentation. Dans le cas contraire, elles peuvent être mentionnées dans la description écrite de la cavité.
Dès que la cavité présente une certaine complexité (pentes et directions variables), il est nécessaire de produire au moins deux vues complémentaires (par exemple : une vue en plan développée ou projetée et une coupe verticale développée ou projetée), ainsi que quelques coupes transversales significatives des conduits.
Les coordonnées de l'entrée sont à mentionner dans un système de géolocalisation le plus universel possible (UTM, etc.) permettant une prise en compte facile dans les GPS.

#### Logiciels de topographie
Il existe de nombreux logiciels de topographie souterraine assistée par ordinateur. Les plus connus sont : PocketTopo, TopoDroïd, Visual Topo, GHTopo, Therion, Topo Calc'R, Karto, etc. D'autres produits ont eu une certaine notoriété mais sont, en 2021, obsolètes ; c'est le cas de Toporobot, développé par Martin Heller, dont la source n'est plus mise à jour depuis 2007 mais qui a inspiré ultérieurement de nouveaux produits.
Les outils de relevé souterrain doivent permettre de mesurer trois paramètres dimensionnels définissant le « squelette » de la cavité : la direction dans un plan horizontal (azimut), l'inclinaison dans un plan vertical (pente), la distance entre deux points successifs de mesure (distance). Lorsque la cavité est sensiblement horizontale (grotte), on pourra se contenter d'estimer la pente.
D'autres données morphologiques complémentaires, quantitatives ou qualitatives, permettent de dessiner un habillage des conduits : largeur, hauteur, présence d'obstacles ou de reliefs spéciaux (spéléothèmes, blocs, arrivées d'eau…).
Les méthodes de topographie automatisée et de reconstitution 3D, par photogrammétrie ou multicorrélation d'images, permettent de créer une imagerie en trois dimensions de cavités ou de spéléothèmes,.
Cette imagerie 3D, qu'elle soit issue de photogrammétrie ou seulement d'un traitement spécial de levés classiques, est particulièrement utile pour visualiser et comprendre les réseaux souterrains complexes, comme le système karstique du Folly, sur la commune française de Samoëns, en Haute-Savoie, ou bien le système karstique du massif de la Séranne, dans le département français de l'Hérault.

## Pratique de la spéléologie
Pour des raisons de sécurité et de respect du milieu souterrain, il est fortement recommandé d'être accompagné par un membre d'encadrement dûment formé.
Pour découvrir l'activité, en France, la Fédération française de spéléologie tient à jour une liste des clubs proposant des sorties d'initiation. Cette formation est assurée par des spéléologues diplômés et bénévoles : elle a pour but de former à terme des spéléologues autonomes du point de vue des techniques, des sorties et d'encourager la formation tous azimuts.
Par ailleurs comme les guides de montagne, il existe des professionnels de la spéléologie (breveté ou diplômé d'État) habilités à prendre en charge des touristes occasionnels pour la découverte d'une région, en fonction des attentes du client.
Comme pour tous les sports de pleine nature, la pratique est liée à un milieu naturel non aménagé. En conséquence il est de la responsabilité de chacun, quel que soit son niveau de pratique (initié, confirmé, professionnel), d'être attentif à la météorologie extérieure et intérieure, au milieu qui l'entoure et à l'état des ancrages et cordages mis en place afin de garantir la sécurité du groupe.

### Les lieux de pratique

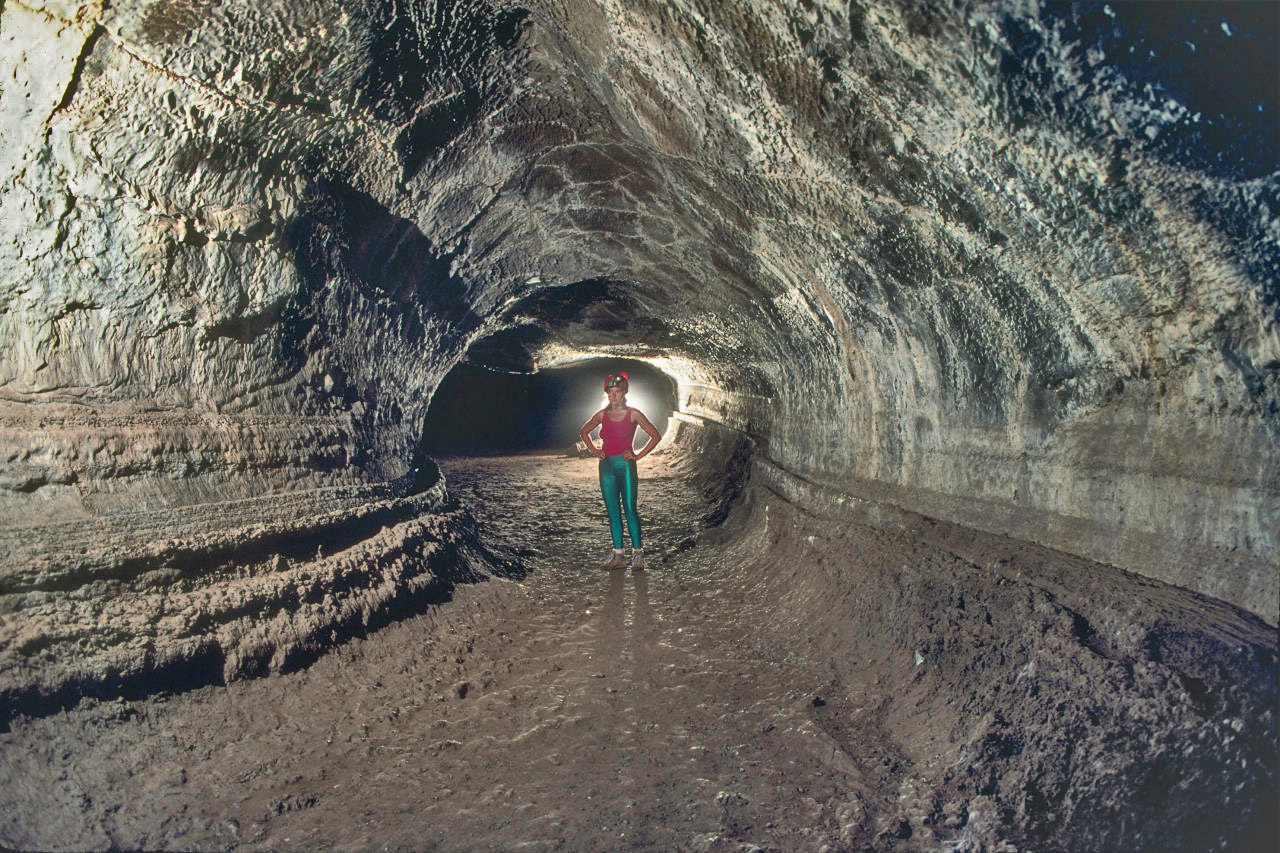
Aspect typique d'un tube de lave.

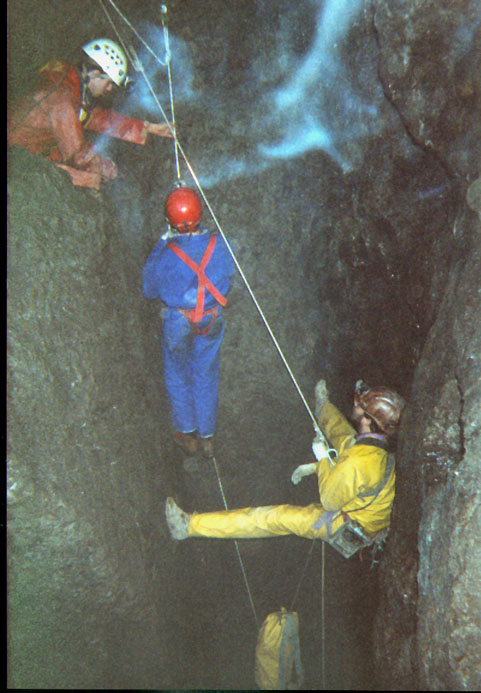
Remontée d'un puits de mine.

La spéléologie se pratique principalement en milieu calcaire, dans des zones dites karstiques, ainsi que dans les massifs évaporitiques (gypse, anhydrite, etc.).
Cependant, d'autres cavités souterraines, dites « pseudokarstiques », sont également explorées dans le cadre de la spéléologie, au sein de roches non calcaires et non évaporitiques telles que le granite, le gneiss, le sel, le conglomérat, le basalte...
À mi-chemin entre les techniques de glace et la spéléologie, se pratique aussi l'exploration des moulins et autres cavités glaciaires.
Les mines, carrières souterraines, sapes et autres cavités souterraines anthropiques (i.e. creusées par l'homme) sont également des espaces de pratique où la spéléologie peut côtoyer la minéralogie et l'archéologie moderne. Certains de ces sites « artificiels » sont devenus des centres d'entraînement et de conservation du patrimoine appelés « spéléodromes ». Historiquement, le premier d'entre eux est le Spéléodrome de Nancy créé en 1991 par l'Union spéléologique de l'agglomération nancéienne.

### Le matériel de base

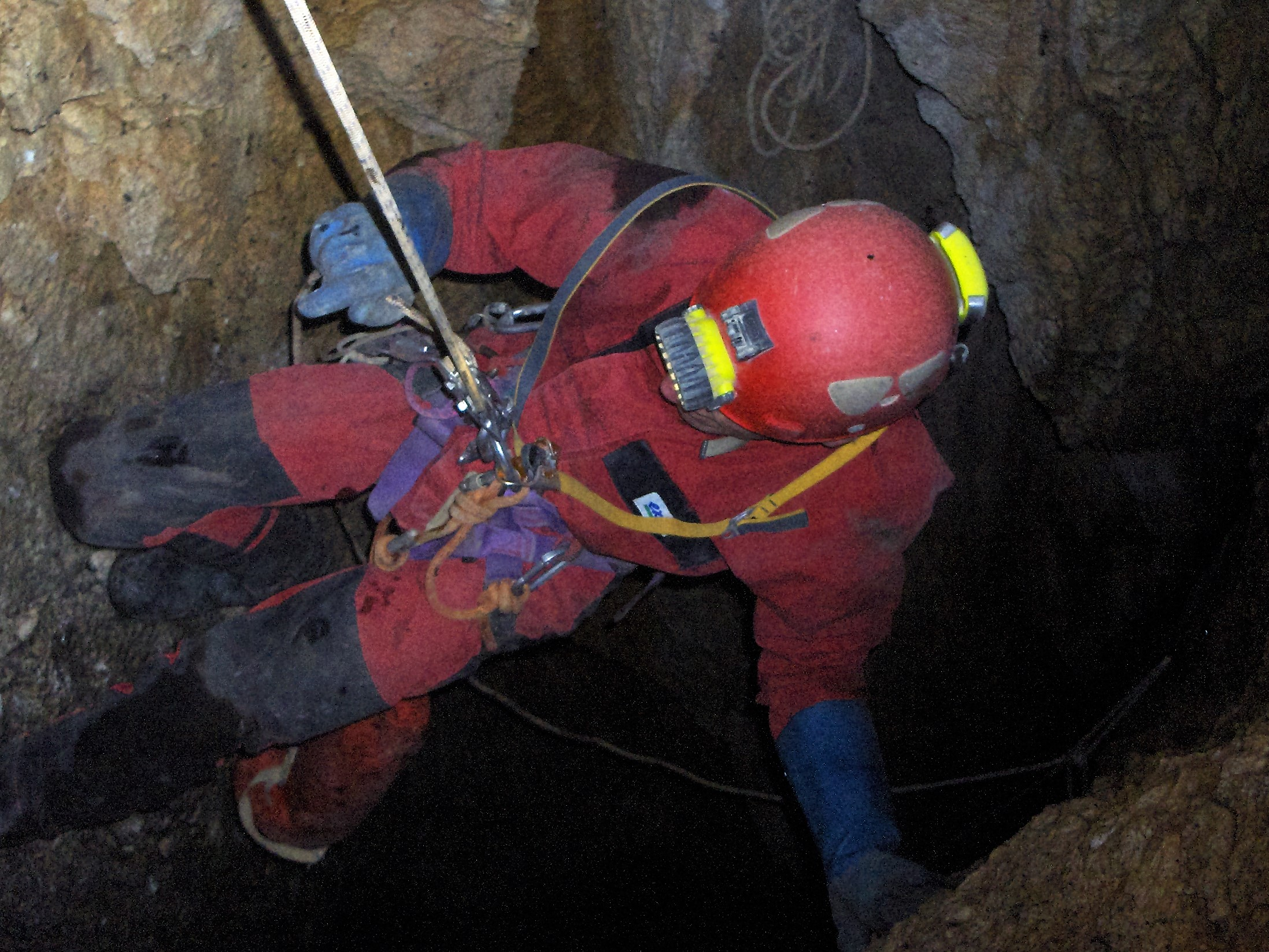
Spéléologue en progression dans un puits nouvellement découvert.

Il est très important de s'équiper du bon matériel quand on va sous terre. Cet équipement devra être adapté aux difficultés de progression.
Matériel personnel indispensable pour toutes les galeries non touristiques, sans verticales :
- un casque,
- un éclairage, en général fixé sur le casque (la traditionnelle lampe à acétylène tend à disparaître au profit des lampes électriques à leds).
- une combinaison de protection robuste accompagnée de sous-vêtements chauds. Historiquement en PVC jaune pour les cavités humides ou froides, la majorité des combinaisons modernes sont à base de nylon ou de cordura, éventuellement enduites afin d'isoler de l'humidité.
- des bottes, chaussures de canyoning ou des chaussures de marche montantes à semelle résistante. Le choix dépendra de la cavité et des préférences des pratiquants.

Du matériel supplémentaire est nécessaire si la galerie comporte des passages sub-verticaux ou aériens. Bien que ce matériel supplémentaire s'apparente à celui de l'escalade, il en est pour autant spécifique :
- un baudrier fermé par un M.A.V.C. (Maillons à vis de ceinture) avec des longes pour s'assurer,
- du matériel de progression sur corde : pour descendre, le descendeur à flasque  fixe (ou à barrettes en Amérique du Nord), et pour remonter : bloqueur de poing (ou poignée), pédale, bloqueur ventrale (nommé génériquement « Croll », il correspond à un modèle de la société Petzl), et de plus en plus souvent un bloqueur de pied (surnommé « Pantin » par référence au plus courant de la société Petzl).

Et selon les personnes et le besoin :
- un sac résistant nommé « kit » pour le transport du matériel, des vivres (barres de céréales, sandwich, de l'eau), une trousse à pharmacie,
- un tamponnoir pour placer dans la roche des chevilles d'ancrage autoforeuses (souvent dénommées « Spits » par référence à la marque la plus connue),
- différentes plaquettes d'amarrage (coudées, droites, clown) équipées de leur vis imperdable permettant la liaison entre la corde et le point d'ancrage par l'intermédiaire d'un maillon rapide ou d'un mousqueton (sauf le « Clown » ou les anneaux où la corde est passée directement dans l'amarrage). On peut remarquer que, contrairement à l'escalade, l'amarrage est amené et retiré par le pratiquant, et non laissé sur la paroi (excepté la cheville qui, elle, reste en place),
- cordelettes Dyneema, sangles et amarrages souples (ou AS), en replacement ou combimnaison avec mousquetons et plaquettes,
- une clé de 13 pour fixer les amarrages qui se vissent sur les chevilles d'ancrage mises à demeure dans la paroi,
- des cordes semi-statiques de longueurs variées,
- des gants pour se protéger de l'abrasion, des coupures, voire de l'échauffement du descendeur,
- des genouillères et des coudières,
- une couverture de survie réutilisable et une bougie chauffante, permettant de rester au chaud durant les phases d'attentes ou en cas d'accidents[27],
- des échelles (rarement).

Lors de découvertes ou d'explorations certains clubs font maintenant le choix de poser des « amarrages forés » ou des ancrages temporaires sous forme de vis à béton à la place des traditionnelles chevilles autoforeuses. Elles nécessitent alors de transporter aussi un perforateur électrique ou une petite perceuse autonome. Ces types d'amarrages ont l'avantage d'être extrêmement discrets.

### Le matériel spécialisé
Selon le milieu de progression et ses objectifs, le spéléologue peut avoir besoin de matériel spécial adapté :
- un canot pneumatique pour franchir les zones d'eaux profondes,
- une combinaison néoprène pour les parcours en rivière,
- du matériel d'escalade : dégaines, corde dynamique, etc.
- du matériel de désobstruction[29] : massette, burin, perforateur, explosifs[30], etc.
- du matériel de topographie pour établir le plan les cavités : compas, clinomètre, décamètre ou télémètre laser, etc.
- du matériel de plongée pour la spéléo-plongée : deux bouteilles, détenteurs, palmes, dévidoire pour fil d'ariane, etc.

### La condition physique et la préparation
L'effort physique, même lorsqu'il n'est pas intense, n'est pas à négliger car la spéléologie possède une dimension sportive. L'endurance et la connaissance de ses limites, associées à la maîtrise des techniques de progression, participent à la prévention des accidents. Une hydratation et une alimentation régulières sont importantes pour conserver ses capacités physiques. L'entraide est indispensable pour la sécurité du groupe.
En cas de doute sur ses propres capacités physiques ou morales, ainsi que sur celles de coéquipiers, il est conseillé de renoncer à l'excursion.
Les topographies, qui sont les plans des cavités, peuvent être obtenues et commentées de préférence par le biais des clubs ou comités départementaux locaux.
La météo doit systématiquement être consultée et prise en compte dans le choix et la confirmation (ou l'annulation) de la sortie, jusqu'au dernier moment. En France, des bulletins départementaux actualisés trois fois par jour peuvent être consultés, en appelant les numéros surtaxés 0 899 71 02 XX (où « XX » est le numéro du département).

#### La logistique
L'exploration de certaines cavités nécessite une logistique importante. L'équipement de la cavité peut nécessiter des centaines de mètres de cordes. Il peut être nécessaire de descendre du matériel de désobstruction : pelles, foreuses, bacs de transport, pioches, seaux, barres à mine, etc. Il peut être nécessaire d'installer des camps souterrains (bivouacs) avec de l'équipement pour dormir, cuisiner, s'éclairer…
Lorsque la cavité se trouve en montagne ou, plus généralement, en zone isolée, le portage de tout cet équipement à l'entrée de la cavité est particulièrement difficile. Pour les grandes expéditions, l'utilisation de moyens aériens (hélicoptère, etc.) est une solution pratique mais onéreuse.
L'exploration de siphons en fond de trou nécessite également des portages importants, notamment de bouteilles d'air comprimé.

### La pratique virtuelle et démocratisée
À force de débats au sein des milieux spéléologiques et grâce aux évolutions notables des techniques d'éclairage et de photographie, une nouvelle forme de pratique virtuelle du milieu souterrain permet de mieux sauvegarder l'environnement souterrain tout en l'ouvrant au plus grand nombre.
Après la création complexe et onéreuse de répliques artificielle des grottes ornées (par exemple Lascaux en France) apparaissent progressivement les explorations virtuelles à l'aide de prises de vue 3D, parfois panoramiques 360° et interactives, voire en relief (anaglyphe) grâce à des lunettes bleues/rouges ou en réalité virtuelle avec un smartphone compatible et un masque.
La disparition de l'extension Flash Player a rendu obsolète et inaccessibles de nombreux sites proposant des visites virtuelles de cavités en 3D. Le tableau ci-dessous donne accès aux rares sites encore fonctionnels.
| Réf. | Cavité               | Situation                                                       | Visite panoramique   | Topographie | Mode relief | Mode Masque réalité virtuelle | Source / Référence | Dates publication/MàJ |  |
| ---- | -------------------- | --------------------------------------------------------------- | -------------------- | ----------- | ----------- | ----------------------------- | ------------------ | --------------------- |  |
| 1    | Fontaine de Vaucluse | France Provence-Alpes-Côte d'Azur Vaucluse Fontaine-de-Vaucluse | Fontaine de Vaucluse | -           | -           | -                             | ssfv.fr            | 2014-03               |  |
| 2    | Spéléodrome de Nancy | France Grand Est Meurthe-et-Moselle Villers-lès-Nancy           | Spéléodrome de Nancy | -           | -           | -                             | unilasalle.fr      | 2024-07               |  |

Outre l'aspect esthétique de ces visites virtuelles, les techniques de prises de vue utilisées peuvent être mises au service de l'enseignement de la spéléologie. De tels supports pédagogiques audio-visuels permettent en effet de montrer en détail les matériels et méthodes d'équipement et de progression, sans mettre en péril le milieu souterrain ni les stagiaires.

### Les freins matériels et sociétaux à la pratique spéléologique
La spéléologie est une activité spécifique et exigeante, lorsqu'elle est pratiquée au-delà de la simple consommation de loisir :
- Le matériel est relativement onéreux et les conditions rudes du milieu ainsi qu'un usage intense nécessitent un remplacement qui peut être fréquent, notamment pour ce qui concerne la tenue vestimentaire (cf. supra).
- Le coût annuel d'une pratique assidue (hebdomadaire) de cette activité peut être élevé. Le facteur principal de ce coût est lié à la fréquente nécessité de se déplacer pour atteindre les lieux de pratique[Note 3] ; en outre, l'accès aux cavités nécessite parfois un équipement spécifique de randonnée et de portage (à pied, à ski, en raquettes, selon le cas). En effet, en France, peu de villes (ou aires urbaines) importantes disposent de cavités notables non aménagées, à moins d'une heure (marche et/ou transport en commun) du centre, telles que :
  - Bagnères-de-Bigorre (grottes du Bédat), accès par bus SNCF ;
  - Grenoble (Cuves de Sassenage), accès par bus (réseau SEMITAG) ;
  - Lourdes (grottes du Roy, Tute Murguette), accès par train ;
  - Rosny-sous-Bois (Spéléodrome 93) au plateau d'Avron, accès par RER ou bus ;
  - Villers-lès-Nancy (Spéléodrome de Nancy), accès par bus de ville (ligne 6 ou 16).

La seule ville française qui permet une pratique régulière et variée de la spéléologie sans devoir utiliser un véhicule est Tarascon-sur-Ariège, qui est accessible par de nombreux trains au départ de Toulouse. Depuis un domicile ou une chambre d'hôtel située en centre-ville, on peut accéder en moins d'une heure de marche aux cavités suivantes : grotte de Sakany (grotte de 6 km de développement ; spéléologie verticale, concrétions, labyrinthe), grotte de Sabart (grande grotte complexe avec de très gros volumes), grottes des Églises, grotte de l'Ermite. Si on utilise un vélo, il est aisé de visiter la grotte de Siech (5 km) située à Saurat (5 km au nord-est de Tarascon).
Ainsi, le coût réel de la pratique de la spéléologie peut dépasser 3 000 euros par an pour un spéléologue qui fait une sortie bimensuelle, essentiellement pour les frais de transport (carburants, péages) et de logement. Ce budget est très variable en fonction du lieu de résidence du spéléologue.
- Le milieu souterrain est exigeant et la spéléologie est une activité éprouvante : les marches d'approches sont parfois longues, la progression dans une grotte est généralement pénible, sur tout ou partie du parcours, les efforts physiques peuvent être intenses, le milieu est généralement agressif (froid, humidité, parois abrasives ou coupantes...) ; le facteur temps est difficile à gérer, une sortie spéléologique mobilise souvent au moins une journée entière, même si la sortie est de courte durée[Note 5].
- La grande pénibilité de la progression souterraine conduit de nombreux spéléologues à privilégier les sorties en classique dans des cavités à forte valeur ajoutée (esthétique, facilité de progression) et faciles d'accès (exemples : igue de Viazac, cavités ariégeoises ou audoises…). Les marches d'approche sont la bête noire de nombreux spéléologues, qui délaissent des massifs entiers pourtant prometteurs[Note 6],[31]
- La crise économique et le fait que la spéléologie n'est pas un sport de compétition ont pour conséquence une diminution des subventions publiques, les actions sociales étant la priorité des pouvoirs publics.

Tous ces éléments contribuent à une stagnation, voire une baisse, du nombre de spéléologues en France depuis plusieurs années

## Accidentologie et secours spéléologique

### Accidentologie
La spéléologie, pratiquée dans les règles et à un niveau d'engagement adapté, est une activité physique à risque maîtrisé. Cependant, des accidents surviennent quelquefois, et certains sont très médiatisés. Ils nécessitent parfois la mise en œuvre de moyens importants qui peuvent être coûteux et de longue durée. Le milieu étant hostile, le lieu de l'accident parfois éloigné de la sortie et difficile d'accès, la survie des accidentés est parfois mise à rude épreuve. D'où la création de structures propres comme les spéléo-secours nationaux (voir plus loin).
Les causes des incidents et accidents peuvent être multiples :
- Un égarement peut intervenir, les personnes impliquées ne trouvent pas la sortie de la cavité et attendent les secours.
- Un spéléologue peut être victime d'une glissade ou d'une chute lors de sa progression en galerie souterraine, (boue, éboulis, ressaut…).
- Il peut être victime d'une chute de pierres, notamment dans un passage vertical (puits, cheminée).
- Risque aquatique dans les cavités qui comportent des cours d'eau souterrain et peuvent subir des crues, liées à des conditions météorologiques particulières.
- Accidents lors de la pratique de la plongée souterraine.
- Intoxications : il est parfois observé une diminution de la concentration d’oxygène ou la présence de gaz en concentrations toxiques, comme du CO2.
- Un spéléologue peut être immobilisé dans un passage étroit (étroiture).
- Facteurs humains : accidents physiologiques, comme l’épuisement (suivi de l’hypothermie), ou tout antécédent de santé de l’individu.

Selon le rapport Accidentologie des sports de montagne : État des lieux & diagnostic de la Fondation Petzl la spéléologie est l'une des activités de montagne la plus sûre avec très peu d'accidents, loin derrière la randonnée à pied, le VTT, l'alpinisme, le parapente et le deltaplane, la randonnée à ski, le canyonisme, etc. avec très peu de décès. En cas d'accident, la mortalité est de 33 %, derrière le base jump (47 %), l'ULM (38 %) et les sports en eaux vives (35 %). Selon l'étude menée par Pauline Janneteau à partir des données de la FFS dans le cadre de son diplôme d'État, le nombre d'accidents en spéléologie est en baisse régulière passant de 33 accidents en 2000 à 19 en 2018. La première cause d'accident est la glissade, suivie de la chute en opposition et escalade puis la chute de pierres, l'erreur technique arrivant en quatrième position, conduisant principalement à des fractures (42 % des cas) puis des hématomes et traumatismes musculaires (23 %).

### Secours spéléologique

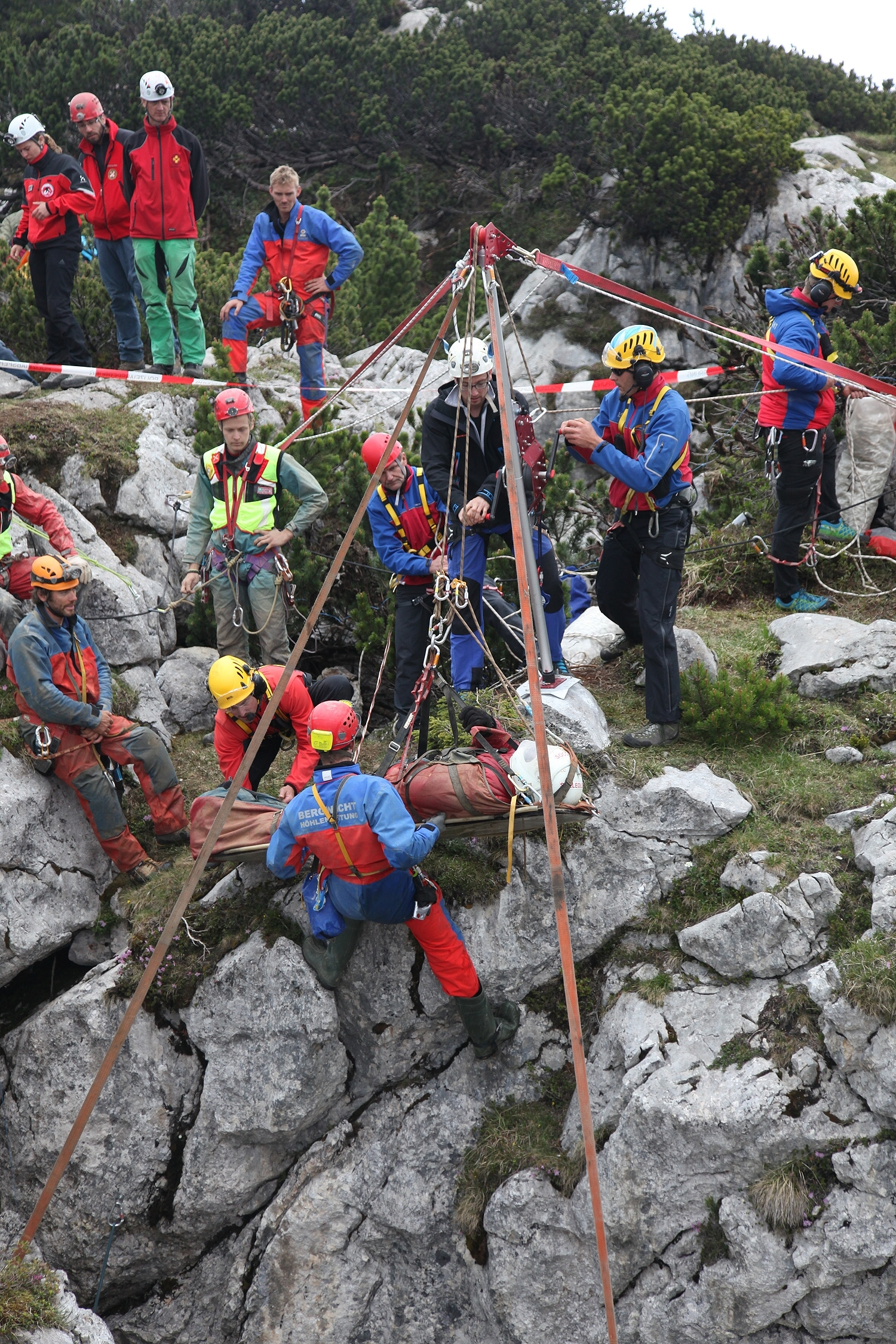
Sortie d'une civière.

Plusieurs pays se sont dotés de structures spécialisées dans les opérations de sauvetage souterrain. Au vu des particularités du milieu, la spéléologie est une des rares activités dont les secours sont réalisés par les pratiquants eux-mêmes en collaboration avec les secours professionnels.
Le savoir-faire développé au fil des années recouvre en particulier les activités suivantes :
- assistance et secours à victimes : point chaud, premiers soins, médicalisation ou assistance à médecin, maintien en vie, etc. ;
- techniques d'évacuation de victimes en conditions difficiles (horizontale en milieu confiné et verticale en terrain complexe) ;
- gestion et organisation d'une opération de secours ;
- plongée souterraine ;
- pompage ;
- moyens de communication : téléphone filaire (Spéléophone[41] français) ou système de transmission par le sol (système Nicola[42] français ou système HeyPhone[43] anglais, etc.) ;
- mise en œuvre de forages ;
- désobstruction à l'explosif.

### Les organisations du spéléo secours
- En France : Voir Spéléo Secours Français (SSF)
- En Suisse : Spéléo-Secours Suisse
- En Belgique : Spéléo-Secours
- Au Québec (Canada) : Spéléo-Secours

## Principaux organismes et manifestations spéléologiques

### Organismes spéléologiques internationaux
Voici une liste, qui reste certainement à compléter :
- L'Union internationale de spéléologie (UIS) facilite les projets et les échanges entre les spéléologues du monde entier. Ses membres sont les associations nationales de spéléologie (fédérations, etc.) qui représentent actuellement 58 pays[44].
- La Fédération spéléologique européenne (FSE), créée en 1990 par l'Union internationale de spéléologie en tant que branche régionale pour l'Union européenne, a maintenant une totale autonomie et étend son champ d'action à l'ensemble des 49 pays qui ont tout ou partie de leur territoire sur le continent européen.
- L'Union spéléologique des Balkans (BSU).
- La Fédération spéléologique d'Amérique latine et des Caraïbes (FEALC).

### Manifestations spéléologiques majeures
Des manifestations spéléologiques de grande renommée sont organisées par les fédérations nationales ou internationales, voire par des associations ad hoc. En voici une liste non exhaustive :
- Le congrès international de spéléologie, organisé sous l'égide de l'UIS (cf. supra) tous les quatre ans. Les plus récents se sont tenus en 2009 à Kerrville[45], Texas (États-Unis), en 2013 à Brno[46], en République tchèque, en 2017 à Sydney, en Australie[47] et à Le Bourget-du-Lac (France) en 2022[48].
- Le congrès européen de spéléologie, organisé sous l'égide de la FSE (cf. supra), généralement un an avant le congrès international lorsque celui-ci se tient hors d'Europe.
- Les congrès nationaux de spéléologie, organisés par la plupart des fédérations nationales, généralement chaque année.
- Les festivals thématiques et régionaux, dont la réputation dépasse souvent les frontières des pays ou régions organisatrices...

Les manifestations remarquables sont répertoriées dans les agendas spécialisés, notamment dans ceux de la FSE et de l'UIS ; on y trouve en particulier, en France :
- Nuit européenne de la chauve-souris
- Journées nationales de la spéléologie et du canyonisme (JNSC)[51] : lancées en France par la FFS en 2002, elles se déroulent chaque premier week-end de juillet pour les JNSC d’été et chaque premier week-end d'octobre pour les JNSC d’automne. À cette occasion le grand public peut découvrir la spéléologie et le canyonisme près de chez lui. Elles ont fait des émules et se tiennent également en Belgique depuis 2009 sous la houlette de l'Union belge de spéléologie et du Verbond van Vlaamse Speleologen.
- Festival de l'image spéléo
- Rencontre des enseignants en spéléologie
- Festival des arts spéléologiques
- Rencontre d'octobre